# Neocubismo
Neocubismo (o cubismo neoclásico) es un término de la historiografía del arte por el que se conoce el estilo de pintura en que empezaron a expresarse los artistas de la primera vanguardia en España en torno a los años veinte. Mientras que el cubismo reduce la naturaleza a las formas geométricas que el artista considera esenciales o más significativas, el neocubismo perfila enérgicamente los estilos y los modos que caracterizan a la vanguardia europea; mezcla de simbolismo, surrealismo y realismo.

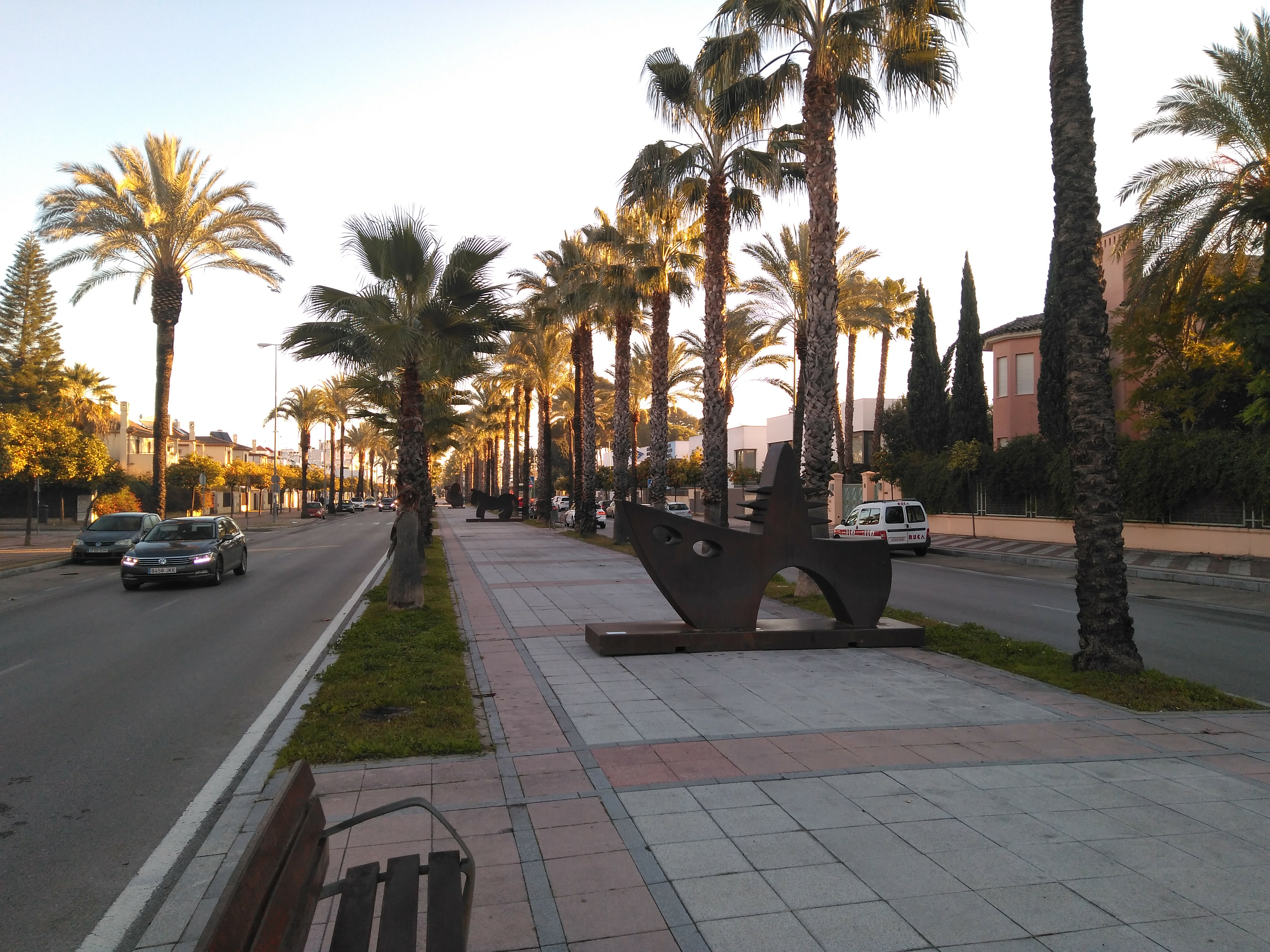
Exposición de obras escultóricas de Juan Méjica García

## Contexto
La situación del arte en España en esos años era muy distinta a la del resto de Europa:

entre nosotros no se perfilan enérgicamente, con precisión los estilos, los modos que caracterizan a la vanguardia europea; entre nosotros hay, por el contrario, cierto eclecticismo, una mezcla de neocubismo, de simbolismo y surrealismo, incluso ciertos brotes de realismo.
Valeriano Bozal, Historia del arte en España...: Desde Goya hasta nuestros dias, Akal, 1991, pg. 123.

Los principales representantes en España de esta tendencia fueron, entre otros, los pintores Daniel Vázquez Díaz y Francisco Cossío, o los escultores Alberto y Ángel Ferrant. También se consideran neocubistas algunas etapas de la obra de Salvador Dalí y Joan Miró.
En los años cuarenta, esta tendencia neocubista se conoce también como figuración esquemática y sus elementos formales están tomados del cubismo y del Art Decó. Además acusa la influencia de Henry Moore y de los figurativos italianos Marini, Campigli y Morandi. Esta tendencia es desplazada por el informalismo de los años cincuenta, y los artistas que la representaban optaron por distintas trayectorias, dentro de la pintura abstracta o la figurativa. Entre otros cabe señalar a Cristino de Vera, Adolfo Estrada, Gloria Merino, Carlos Pascual de Lara, Vaquero Turcios, Juan Méjica García, Manuel Hernández Mompó, Antoni Tàpies, Modesto Ciruelos y Hernando Viñes.